# Johanna (påvinna)

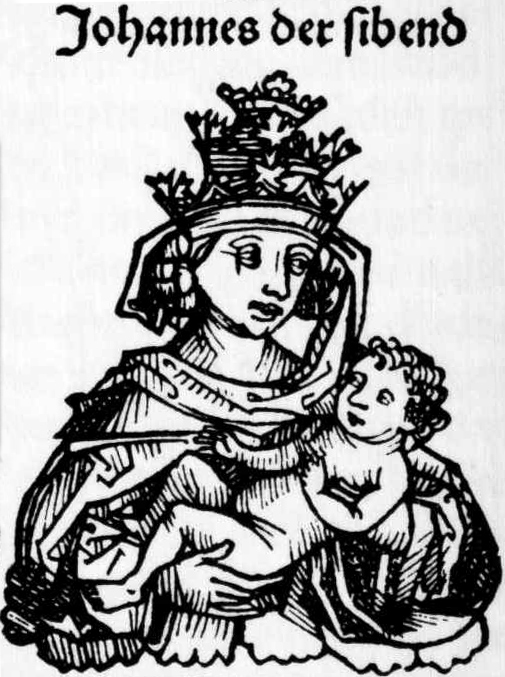
"Påvinnan Johanna" (Nürnbergkrönikan 1493).

"Påvinnan" Johanna var en, enligt vad forskningen hittills visat, mytisk figur som allmänt av den senare medeltidens krönikor under namnet Johannes anglicus (den engelske) insköts i påveraden mellan Leo IV (död 855) och Benedictus III (död 858).
Berättelsen om "påvinnan Johanna" förekommer, såvitt är känt, första gången vid mitten av 1200-talet hos Jean de Mailly och efter honom hos Étienne de Bourbon. Båda förlägger hennes uppträdande till omkr. 1100. Sin spridning har den vunnit främst genom Martins av Troppau kända världskrönika, som placerar påvinnan mellan Leo IV och Benedictus III. I sin elaborerade form förmäler sägnen att "påvinnan" härstammat från Mainz eller England, uppträtt i manlig dräkt, studerat i Aten, i Rom väckt uppseende genom sin lärdom och valts till påve 855 och därefter regerat i 2½ år, tills hon under en procession till Lateranen oförmodat röjt sitt kön genom att på gatan (dagens Via dei Querceti) föda ett barn (ett litet gatukapell markerar platsen), varefter hon av blygsel givit upp andan eller – enligt andra – stenats till döds av den uppretade folkmassan.
Berättelsen går förmodligen tillbaka på en romersk folksaga, som enligt den katolske teologen och kyrkohistorikern Ignaz von Döllinger haft sitt upphov i vissa kända förhållanden, nämligen dels att från Paschalis II:s tid (1099) till Leo X:s (1521) den nyvalde påven under en av invigningsceremonierna tog sin plats på en stenstol med öppen sits, vilket lätt kunde inge föreställningen att därmed avsågs en undersökning av den valdes kön, dels att vid en gata i Rom, vilken de påvliga processionerna undvek – förmodligen på grund av dess ringa bredd – fanns en illa medfaren bild som ansågs föreställa en kvinna med sitt barn och sålunda kunde antas syfta på den sällsamma tilldragelsen, liksom även en gammal inskrift, som misstolkades.